# Lille (Bélgica)
Lille (ˈl̪ɪl̪ə) es un municipio de Bélgica, situado en la provincia de Amberes. El municipio comprende los pueblos de Gierle, el propio Lille, Poederlee y Wechelderzande. El 1 de enero de 2018 contaba con una población de 16.512 habitantes. Con un área de 59.40 km², tiene una densidad de población de 278 habitantes por kilómetro cuadrado.

## Demografía

### Evolución
Todos los datos históricos relativos al actual municipio, el siguiente gráfico refleja su evolución demográfica, incluyendo municipios después de efectuada la fusión el 1 de enero de 1977.
| Gráfica de evolución demográfica de Lille entre 1846 y 2020 |
|                                                             |

## Personajes célebres
- Frans Van Giel, pintor (1892-1975).